# レッドシューズ・ドゥーガン
レッドシューズ・ドゥーガン（Johnny "Red Shoes" Dugan、1911年12月22日 - 2001年3月26日）は、アメリカ合衆国のプロレス・レフェリーである。本名は、Raymond J.Gedeon。日米のプロレス界で1970年代を代表する名レフェリーとして活躍した。かつて日本のメディアでは、レッドシューズ・ズーガンとも表記された。

## 来歴
アメリカ合衆国カリフォルニア州サンタモニカ出身。警察官を経験したのちプロレスに転向し、ライトヘビー級のプロレスラーとして活躍。レフェリー転向後はロサンゼルス地区で活躍。軽快かつ厳格なレフェリングと、レッドシューズのニックネーム通り常に「赤いシューズ」を履いて試合に臨むのが特徴であった。
1962年7月、ロサンゼルスのグランド・オリンピック・オーディトリアムで開催された力道山対フレッド・ブラッシーのWWA世界ヘビー級選手権のレフェリーを務めたことで日本で知られるようになり、1972年に行われた日本プロレスの第14回ワールドリーグ戦で初来日を果たした。
1973年の日本プロレス崩壊後は新日本プロレスでレフェリングを行った。1975年12月12日のアントニオ猪木対ビル・ロビンソンのNWF世界ヘビー級選手権試合など、日本で行われた世界タイトルマッチを数多く裁いた。
ロサンゼルスでの力道山対ブラッシーのWWA世界戦では、力道山の流血を強引にレフェリーストップ・力道山王座転落に持ち込むなど、「伏魔殿」といわれたWWA（ロサンゼルス版）で数々の謀略にかかわったことでも有名である。この頃のことを来日時のインタビューで竹内宏介に質問された時、当時WWAはとっくに消滅していたにもかかわらず「もう忘れた」「よく覚えていないね」ととぼけ通したという。竹内は後にこのことについて「こうした口の堅さも彼が名レフェリーとうたわれた一因だったのだろう」と語っている。
2001年3月26日、パーキンソン病により死去。89歳没。

## メディア出演
- 1982年のアメリカ映画『ロッキー3』に、プロボクシング世界ヘビー級王者ロッキー・バルボア（シルヴェスター・スタローン）対プロレス世界ヘビー級王者サンダー・リップス（ハルク・ホーガン）のチャリティー異種格闘技戦を裁くレフェリー役で出演した（Ray Gedeon名義）[4]。